# The Chicago Conservator
The Chicago Conservator est le premier journal afro-américain à Chicago fondé par l'avocat Ferdinand Barnett en 1878.

## Histoire
Ferdinand Lee Barnett fonde le journal en 1878 et il est corédacteur en chef avec R.P. Bird. A.T. Hall est l'éditeur d'informations municipales du journal pendant ses premières années et il est le responsable du bureau. Pendant son mandat de rédacteur en chef, Barnett utilise le journal pour faire campagne pour la capitalisation du mot  « Nègre ». The Chicago Conservator contient principalement des éditoriaux et des commentaires, mais présente aussi des articles d'actualité factuels. Il publie également des informations relatant les activités des églises locales, des clubs sociaux et des organisations fraternelles noires.
Alexander Clark et son fils Alexander Clark, Jr. achètent le Conservator en 1882 et en sont propriétaires jusqu'en 1887. En 1884, Alexander Clark Sr. commence à éditer lui-même le journal.
En 1893, Ida B. Wells commence à écrire pour le journal. Elle devient ensuite propriétaire du tiers des parts de la publication. Elle épouse Ferdinand Barnett en 1895, prend le nom d'Ida Wells-Barnett et devient seule propriétaire du Conservator. Elle est rédactrice en chef de 1895 à 1897.
Lorsqu'Ida B. Wells se met en retrait pour élever ses enfants, D. Robert Wilkins devient le rédacteur en chef du Conservator . Il est un partisan du Niagara Movement, et sous sa direction le journal devient très critique à l'égard de Booker T. Washington. Washington en est si furieux qu'il donne de l'argent à W. Allison Sweeney, le rédacteur en chef du Chicago Leader, l'une des publications rivales du Conservator, dans l'espoir de pousser Wilkins à la faillite. La manœuvre ayant échoué, il tente, sans succès, d'acheter le journal.
En janvier 1908, Wilkins est remplacé par Jesse Max Barber, l'ancien rédacteur en chef de The Voice of the Negro (en), qui a déménagé d'Atlanta à Chicago à la suite de l'émeute raciale d'Atlanta. Après que Barber ait écrit un éditorial contre Booker T. Washington, ce dernier use de son influence auprès des actionnaires du Conservator pour faire renvoyer Barber.
Monroe Alpheus Majors, un partisan de Booker T. Washington, devient le rédacteur en chef du Conservator en 1908 et occupe ce poste jusqu'en 1911. Le journal cesse de paraître en 1914.

## Contributeurs notables
- Jesse Max Barber, éditeur.
- Ferdinand Lee Barnett (en), éditeur et propriétaire.
- John Edward Bruce, correspondant à Washington[10].
- Alexander Clark, éditeur et propriétaire.
- Monroe Alpheus Majors, éditeur.
- Ida B. Wells, journaliste, éditrice et propriétaire.